# Thaumastochilus termitomimus
Thaumastochilus termitomimus är en spindelart som beskrevs av Rudy Jocqué 1994. Thaumastochilus termitomimus ingår i släktet Thaumastochilus och familjen Zodariidae. Inga underarter finns listade i Catalogue of Life.